# Иванов, Владимир Петрович (профсоюзный деятель)
Владимир Петрович Иванов — советский хозяйственный, государственный и политический деятель.

## Биография
Родился в 1898 году в селе Никитовке. Член КПСС с 1919 года.
Участник Гражданской войны.
В 1919—1940 гг. — ответственный партийный работник в городе Харькове.
До 1941 года — 1-й секретарь Червонозаводского районного комитета КП(б)У города Харькова.
В 1943—1948 годы — 1-й секретарь Червонозаводского районного комитета КП(б)У города Харькова.
В октябре 1948—1960 года — председатель Харьковского областного совета профессиональных союзов.
Умер в Харьков после 1960 года.

## Награды
- орден Ленина (06.12.1957)
- орден Трудового Красного Знамени (23.01.1948)
- орден Красной Звезды (28.08.1944)
- медали